# Bembarang
Bembarang (ou Bembara) est un village de la commune de Meiganga situé dans la région de l'Adamaoua et le département du Mbéré au Cameroun, à proximité de la frontière avec la République centrafricaine.

## Population
En 1967, Bembarang comptait 256 habitants, principalement Gbaya.
Lors du recensement de 2005, 271 personnes y ont été dénombrées.